# White's
White's é um clube de cavalheiros em St James's, Londres.

## Status
O White's é o clube de cavalheiros mais antigo de Londres, fundado em 1693, e é considerado por muitos como o clube privado mais exclusivo de Londres. Membros atuais notáveis incluem Charles, Príncipe de Gales e Príncipe William, Duque de Cambridge. O ex-primeiro-ministro britânico David Cameron, cujo pai Ian Cameron havia sido o presidente do clube, foi membro por quinze anos, mas renunciou em 2008, devido à recusa do clube em admitir mulheres.
O White's continua a manter seus padrões de estabelecimento exclusivamente para cavalheiros. Breves exceções foram feitas para as visitas da Rainha Elizabeth II em 1991 e 2016. White's é membro da Association of London Clubs. Em janeiro de 2018, chamando-se 'Mulheres de Brancos', um grupo de manifestantes se infiltrou no clube para destacar sua política de sexo único, uma delas conseguindo entrar fingindo ser homem. Essas mulheres foram removidas.